# Palaiá Kavála
Palaiá Kavála (Palaia Kavala) är en ort i Grekland.   Den ligger i prefekturen Nomós Kaválas och regionen Östra Makedonien och Thrakien, i den nordöstra delen av landet, 300 km norr om huvudstaden Aten. Palaiá Kavála ligger 376 meter över havet och antalet invånare är 108.
Terrängen runt Palaiá Kavála är lite bergig, och sluttar söderut. Närmaste större samhälle är Kavála, 7,6 km söder om Palaiá Kavála. 